# Zudora

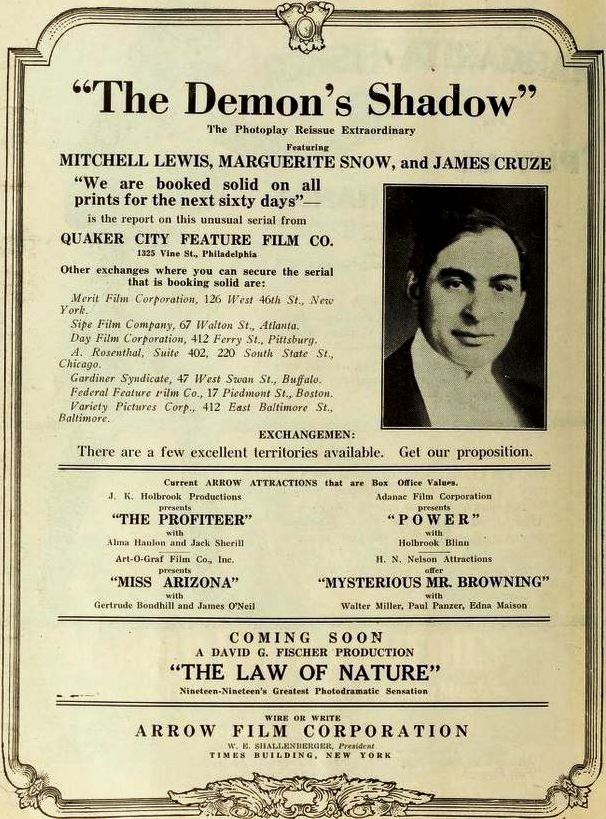
O seriado, ao ser relançado em 1919, pela Arrow Film Corporation, foi reduzido para 10 capítulos e recebeu o nome de The Demon Shadow

Zudora foi um seriado estadunidense realizado em 1914 pela Thanhouser Syndicate Corporation, sob a direção de Howell Hansel e Frederick Sullivan, estrelando Marguerite Snow e James Cruze. O seriado recebeu esse nome apenas nos nove primeiros capítulos, após o que, até o 20º capítulo, foi chamado de The Twenty Million Dollar Mystery. Ficou conhecido, também, pelo título alternativo The Demon Shadow, dado em seu relançamento pela Arrow Film Corporation, em 1919.

## Elenco
- Marguerite Snow  ... Zudora,  sobrinha de Hassam Ali
- James Cruze[2]  ... Hassam Ali / Jim Baird, Repórter
- Harry Benham  ... John Storm
- Sidney Bracey  ... Tom Hunt, Detetive
- Frank Farrington  ... Capitão Radcliffe
- Mary Elizabeth Forbes  ... Madame Duval
- Jane Fairbanks  ... Sra. Ramsey
- Morgan Niblack  ... Bruce
- Helen Badgley
- Donald Gallaher
- Albert Froom  ... Wealthy Montana Mine Owner (como Albert C. Froome)
- Henry West
- Mitchell Lewis

## Sinopse
Zudora, desconhecendo ser a herdeira de uma fortuna de 20 milhões de dólares, mora com seu tio, um místico e detetive, que cobiça sua herança. Ela quer casar com John Storm, mas seu tio é contra o casamento. O tio faz, então, uma proposta: se Zudora puder desvendar-lhe vinte mistérios, ela poderá casar com quem escolher.

## Produção
Mediante o sucesso do seriado anterior feito pela Thanhouser Film Corporation, The Million Dollar Mystery, foi feito "Zudora" no mesmo ano. Esse não alcançou, porém, o mesmo sucesso de seu predecessor.
Inicialmente, quando foi lançado pela Thanhouser Syndicate Corporation, em 1914, até o 9º capítulo recebeu o nome de "Zudora", mas após isso foi chamado, até o 20º capítulo, de The Twenty Million Dollar Mystery. Quando foi relançado em 1919, pela Arrow Film Corporation, foi reduzido para 10 capítulos e recebeu o nome de The Demon Shadow.
Atualmente, só alguns capítulos sobrevieram: 1, 2, 8 e um não-identificado. Os outros são considerados perdidos.

## Capítulos

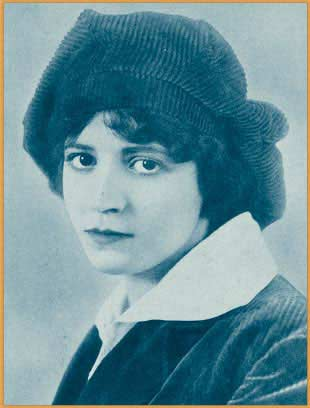
Marguerite Snow, estrela de ‘’Zudora’’, em 1916.

1. The Mystic Message of the Spotted Collar
2. The Mystery of the Sleeping House
3. The Mystery of the Dutch Cheese Maker
4. The Secret of the Haunted Hills
5. The Case of the Perpetual Glare
6. The Case of the McWinter Family
7. The Mystery of the Lost Ships
8. The Foiled Elopement; or, The Mystery of the Chang Case
9. Kidnapped; or, The Mystery of the Missing Heiress
10. The Gentlemen Crooks and the Lady
11. A Message from the Heart
12. A Bag of Diamonds
13. The Secret of Dr. Munn's Sanitarium
14. The Missing Million
15. The Robbery of the Ruby Coronet
16. The Battle on the Bridge
17. The Island of Mystery
18. The Cipher Code
19. The Prisoner in the Pilot House
20. The Richest Woman in the World